# Donna Summer (album)
| Recensione       | Giudizio |
| ---------------- | -------- |
| AllMusic         |          |
| Robert Christgau | C        |

Donna Summer è il decimo album in studio della cantautrice statunitense Donna Summer, pubblicato su vinile a 33 giri il 19 luglio 1982 dall'etichetta Geffen.

## Tracce

### Lato A
1. Love Is in Control (Finger on the Trigger) – 4:18 (Quincy Jones, Merria Ross, Rod Temperton)
2. Mistery of Love – 4:25 (John Lang, Bill Meyers, Richard Page)
3. The Woman in Me – 3:55 (John Bettis, Michael Clark)
4. State of Independence – 5:50 (Jon Anderson, Vangelis)

### Lato B
1. Livin' in America – 4:41 (David Foster, Quincy Jones, Steve Lukather, Donna Summer, Rod Temperton)
2. Protection – 3:35 (Bruce Springsteen)
3. (If It) Hurts Just a Little – 3:52 (David Batteau, Dan Sembello, Michael Sembello)
4. Love Is Just a Breath Away – 3:55 (David Foster, Donna Summer, Rod Temperton)
5. Lush Life – 6:26 (Billy Strayhorn)

## Classifiche
| Classifica (1982) | Posizione massima |
| ----------------- | ----------------- |
| Italia            | 17                |
| Norvegia          | 3                 |
| Regno Unito       | 13                |

### Classifiche di fine anno
| Classifica (1982) | Posizione |
| ----------------- | --------- |
| Italia            | 72        |